# Hugo Raithel
Hugo Raithel (* 6. April 1932 in Schwarzenbach an der Saale; † 12. September 2020 in Langebrück) war ein deutscher Komponist, Dirigent und Pianist.

## Leben
Er studierte an 1951/52 an der Musikhochschule Köln Klavier und 1952–55 an der Hochschule für Musik und Theater München Komposition bei Karl Höller, Dirigieren bei Fritz Lehmann und Kurt Eichhorn sowie Klavier bei Johannes Hobohm und Friedrich Wührer. 1955 übersiedelte er in die DDR, wo er eine Stelle als Chorleiter am Stadttheater Bautzen annahm. 1957–61 war er Solorepetitor an der Komischen Oper Berlin und anschließend wieder in Bautzen als Theater-Kapellmeister. Seit 1978 war er Dozent für Korrepetition an der Musikhochschule „Carl Maria von Weber“ in Dresden. 1993 wurde er zum Professor ernannt und 1997 emeritiert.
Kompositorisch knüpfte er zunächst bei Reger an, ging dann aber weit über die Dur-Moll-Tonalität hinaus. Seine meist stark polyphon durchgearbeitete Schreibweise bedient sich unter anderem modaler Skalen. Einzelne Werke integrieren auch dodekaphone Elemente, beispielsweise seine von einem Gedicht Nazim Hikmets inspirierte Sinfonietta op. 18 (1963).
Raithel komponierte eine Kinderoper (Hase Nasehoch, nach einem russischen Märchen, 1981), Schauspielmusiken, Orchester- und Chorwerke, Lieder und Klaviermusik. Er lebte in Liegau-Augustusbad zusammen mit seiner Frau, der Klavierprofessorin Monika Raithel (1940–2011).
Der aus Raithels erster Ehe, mit der deutsch-ungarischen Opernsängerin Maria Raithel-Golozwan (1925–1999), stammende Sohn Roman Raithel (* 1965) ist ein deutscher Pianist und Komponist.